# Vetenskapsåret 1700

## Händelser

### Allmänt
- 11 juli - Den preussiska vetenskapsakademin grundas med Gottfried Wilhelm Leibniz som ordförande. [1]
- Okänt datum - Joseph de Tournefort publicerar sitt botaniska verk Institutiones rei herbariae, där han är en av de första att göra en distinktion mellan art och släkte.
- Okänt datum - Bernardino Ramazzini gör ett systematiskt studium av kopplingar mellan åkommor och sysselsättningar i sitt verk De Morbis Artificum Diatriba, exempelvis behandlas hälsofaror med kemikalier, damm, konstiga arbetsställningar och repetitiva och kraftiga rörelser.
- Okänt datum -  Nicolas Andry publicerar De la génération des vers dans les corps de l'homme, en pionjärtext inom parasitologi.[2]

## Födda
- 8 februari - Daniel Bernoulli (död 1782), schweizisk matematiker.
- 7 maj - Gerard van Swieten (död 1772), österrikisk läkare.
- 10 juni - Ewald Georg von Kleist (död 1748), tysk fysiker.
- 20 juli - Henri-Louis Duhamel du Monceau (död 1782), fransk naturforskare.
- 19 november - Jean-Antoine Nollet (död 1770), fransk fysiker
- 28 november - Nathaniel Bliss (död 1764), engelsk astronom.
- William Braikenridge (död 1762), matematiker.
- Samuel Mikovíny (död 1750), ungersk matematiker och ingenjör.

## Avlidna
- 17 maj - Adam Adamandy Kochański (född 1631), polsk matematiker.
- 22 maj - Louis Jolliet (född 1645), fransk-kanadensisk upptäcktsresande.
- 1 juni - Willem ten Rhijne (född 1647), holländsk botaniker.
- Kamalakara (född 1616), indisk astronom och matematiker.
- John Worlidge (född 1640), brittisk jordbruksforskare.

### Fotnoter
1. ↑  O'Connor, John J; Robertson, Edmund F (August 2004). ”Berlin Academy of Science”. MacTutor History of Mathematics. http://www-groups.dcs.st-and.ac.uk/~history/Societies/Berlin.html.
2. ↑  Gee, Henry (2004). Jacob's Ladder: the History of the Human Genome. New York: W. W. Norton. sid. 35–36. ISBN 9780393050837